# Józef Brandt

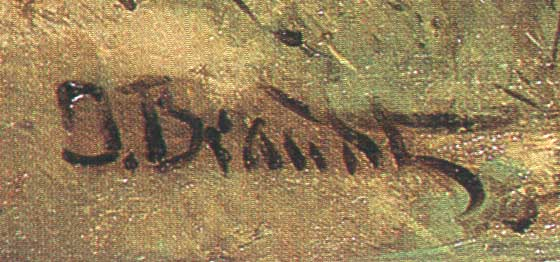
Firma di Józef Brandt

Józef Brandt (Szczebrzeszyn, 11 febbraio 1841 – Radom, 12 giugno 1915) è stato un pittore polacco, noto per i suoi quadri raffiguranti scene di battaglia dai colori vivaci.

## Biografia
Brandt si formò a Varsavia, presso la scuola di J.N. Leszczynski. Nel 1858 si portò a Parigi per iscriversi all'École Centrale ma venne dissuaso da Juliusz Kossak che lo convinse ad abbandonare gli studi d'ingegneria in favore della pittura. Brandt iniziò allora la sua formazione di pittore sotto Franz Adam. Dimorò lungamente a Parigi ma ebbe modo di studiare anche a Monaco di Baviera.

## Centro Polacco di Scultura
La casa ottocentesca di Brandt, a Orońsko, è oggi sede del Centro Polacco di Scultura (polacco Centrum Rzeźby Polskiej).

## Galleria d'immagini

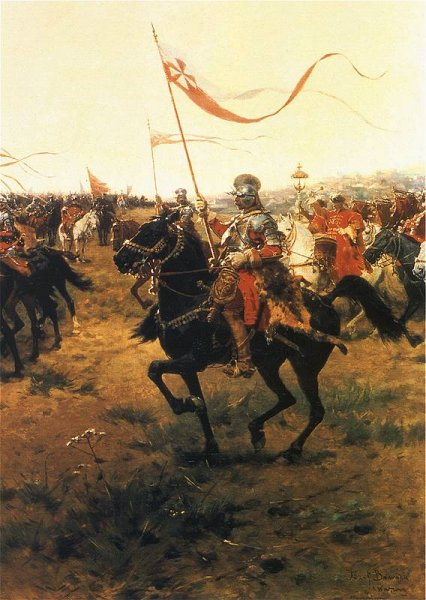
Ussaro della Confederazione polacco-lituana.
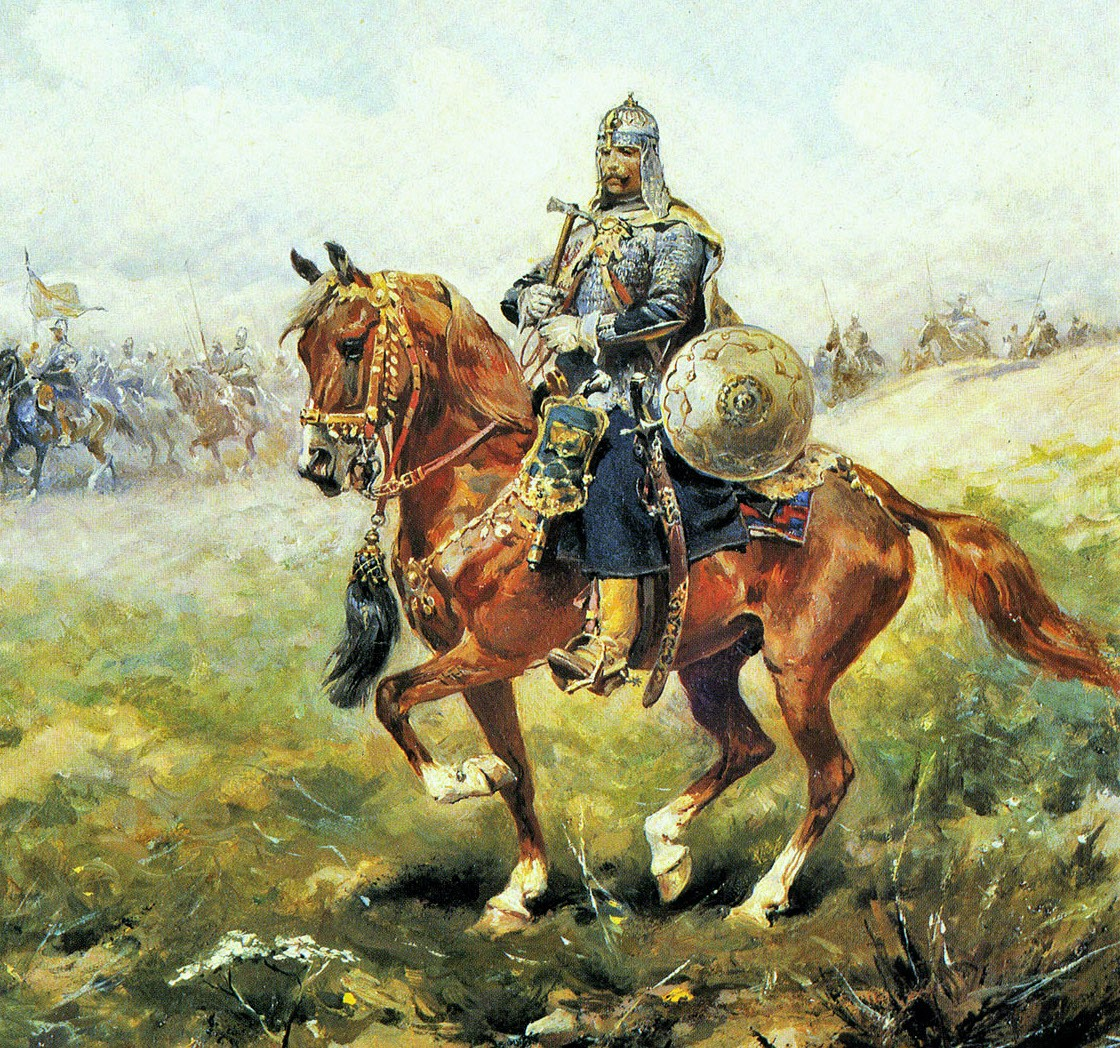
Towarzysz pancerny della Confederazione.
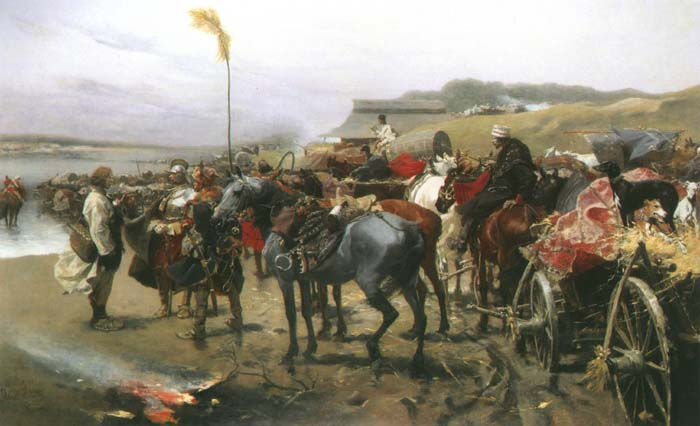
Pospolite ruszenie al guado.
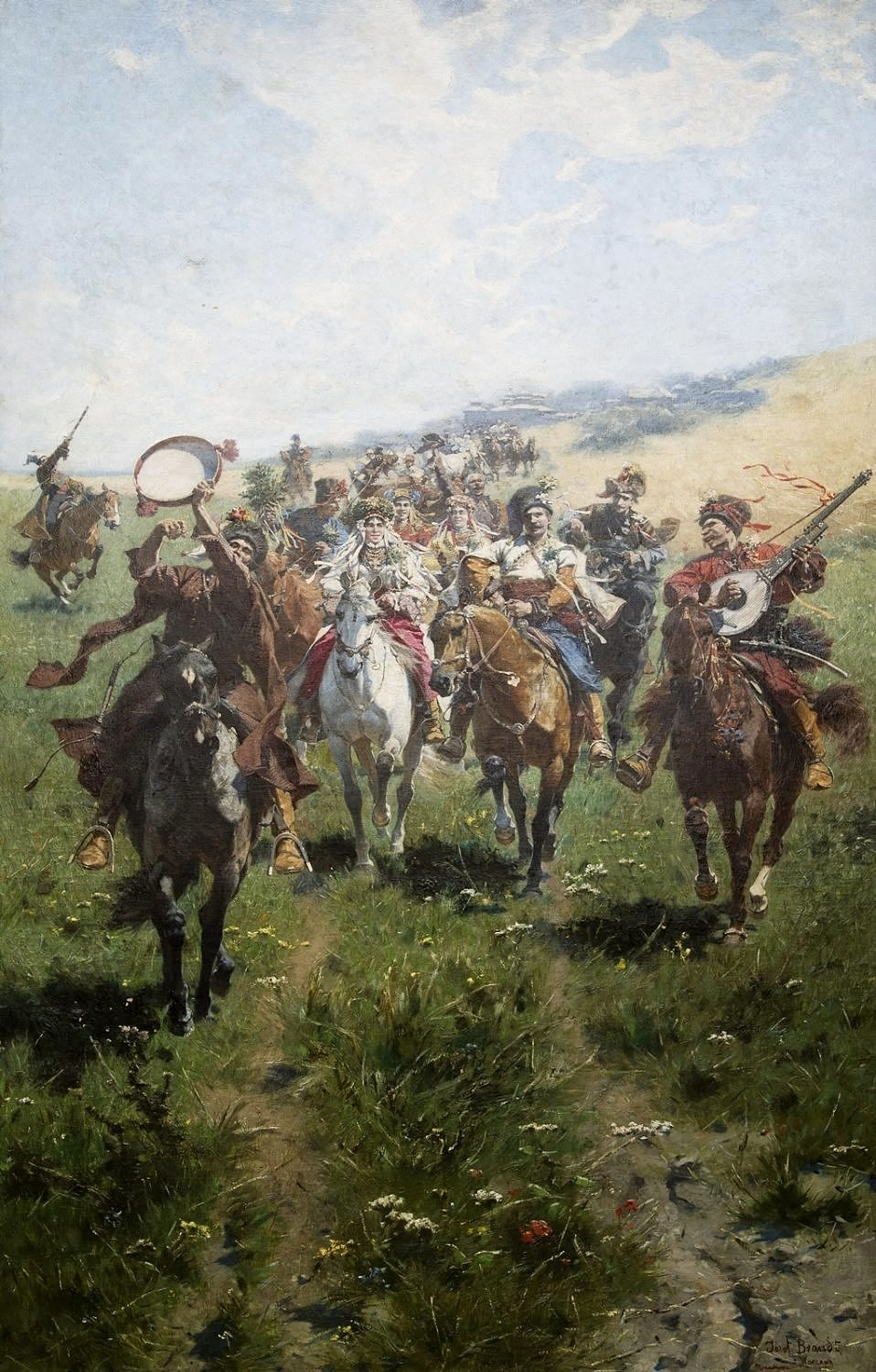
Matrimonio tra Cosacchi.
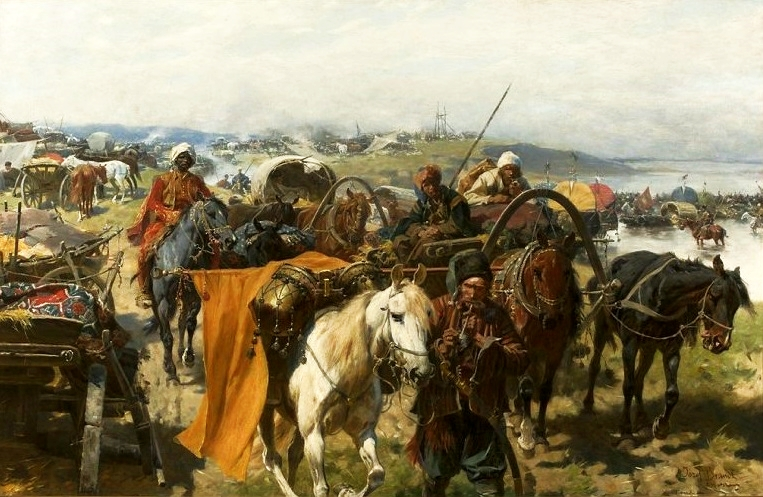
Accampamento cosacco.
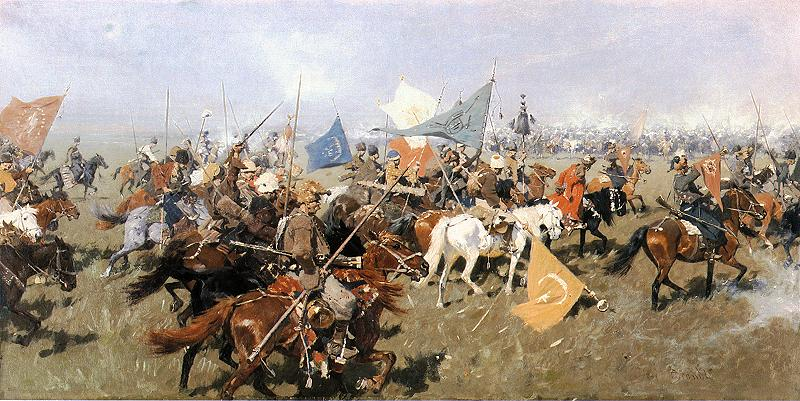
Cosacchi in marcia.
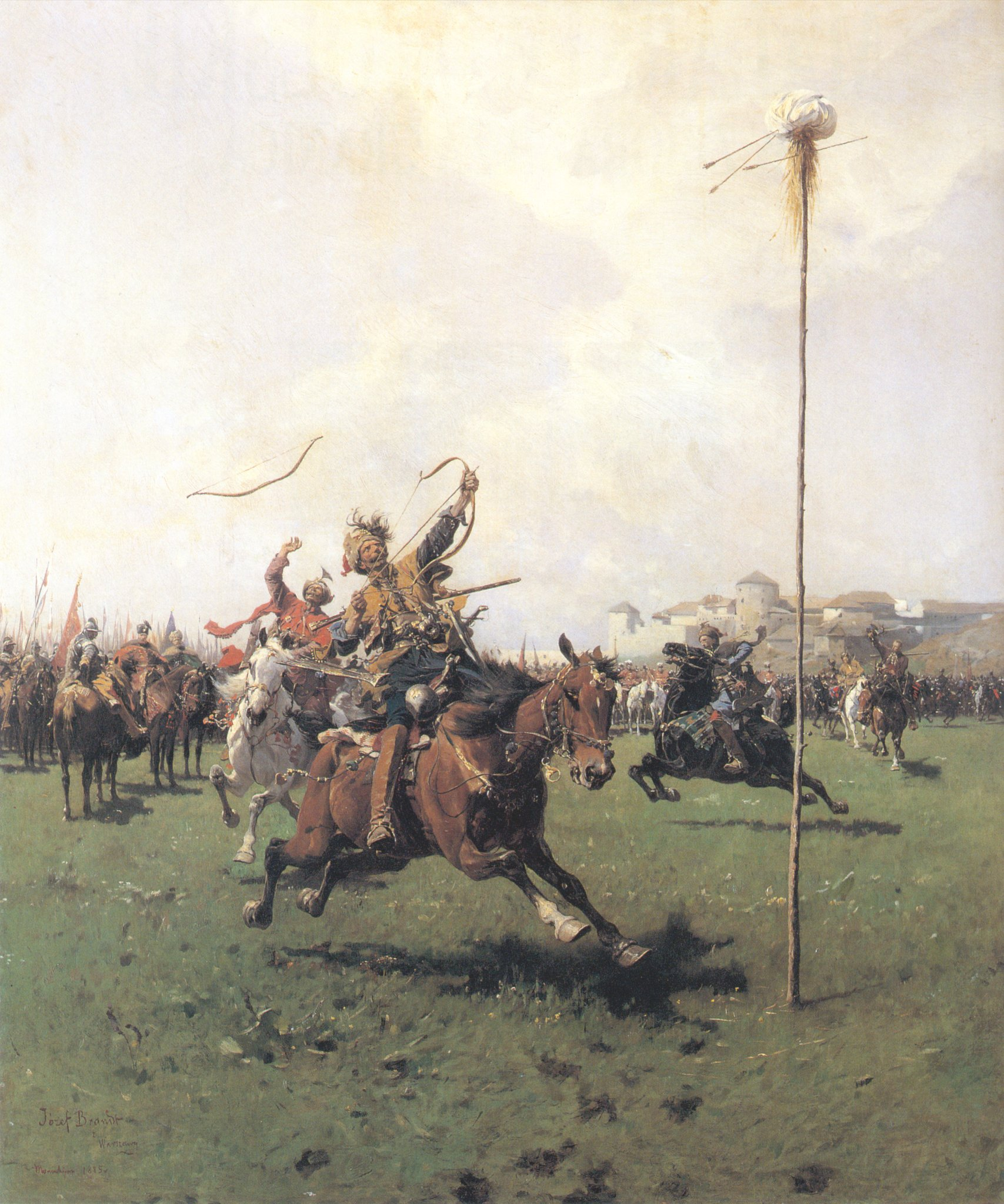
Sfida tra Lisowczycy.
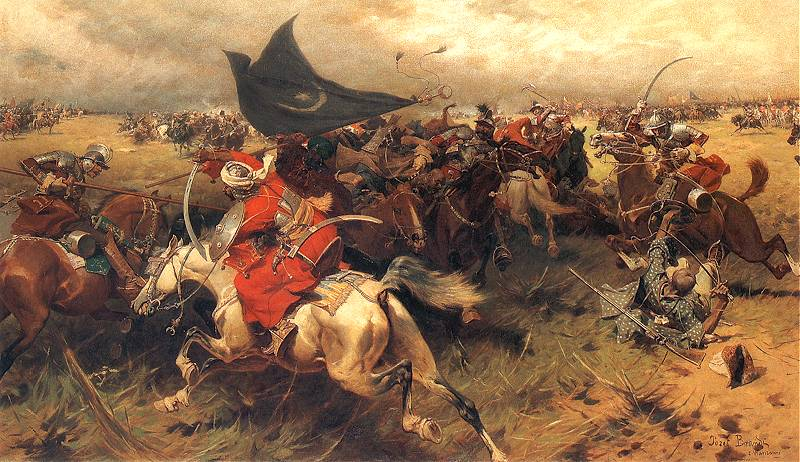
Scontro di cavalleria polacca contro quella ottomana.
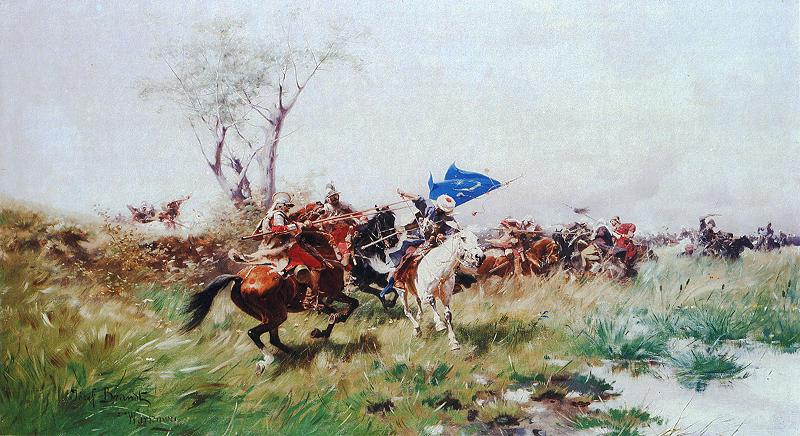
Scontro di cavalleria polacca contro quella ottomana.
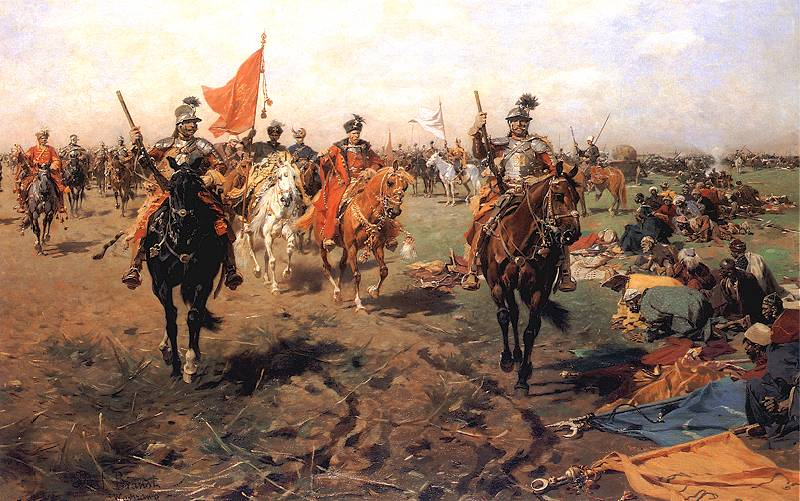
La resa dell'esercito ottomano.
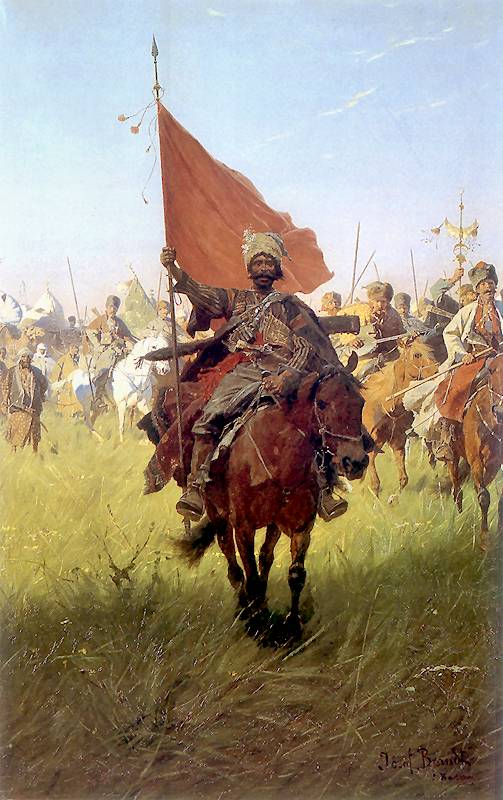
Il ritorno dei vincitori.
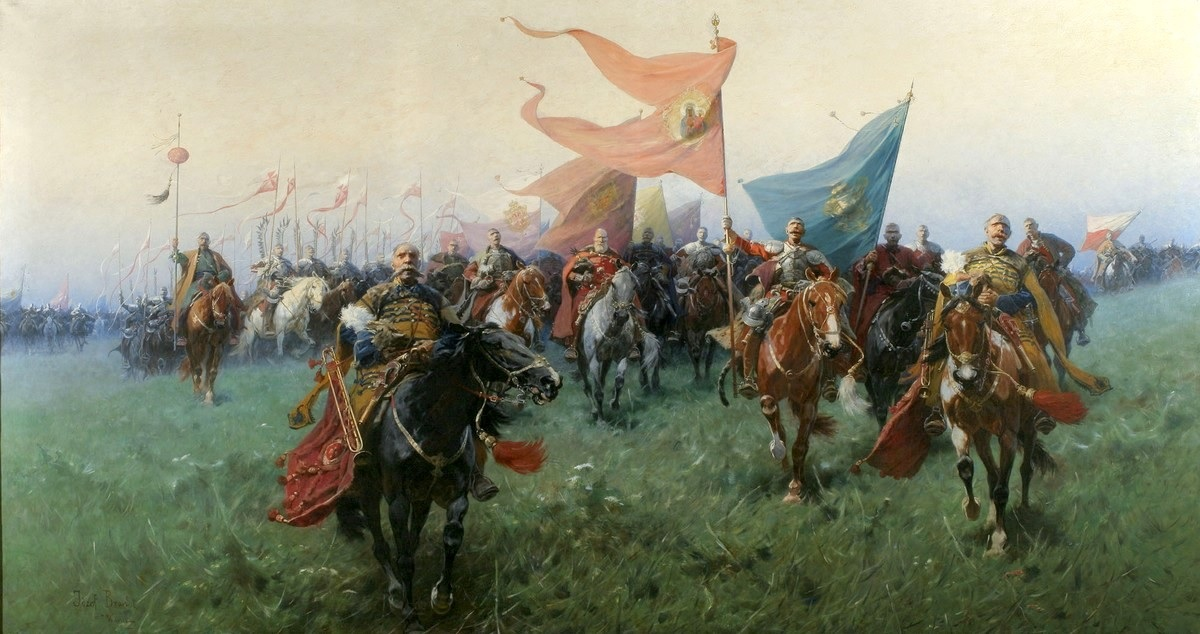
Bogurodzica.
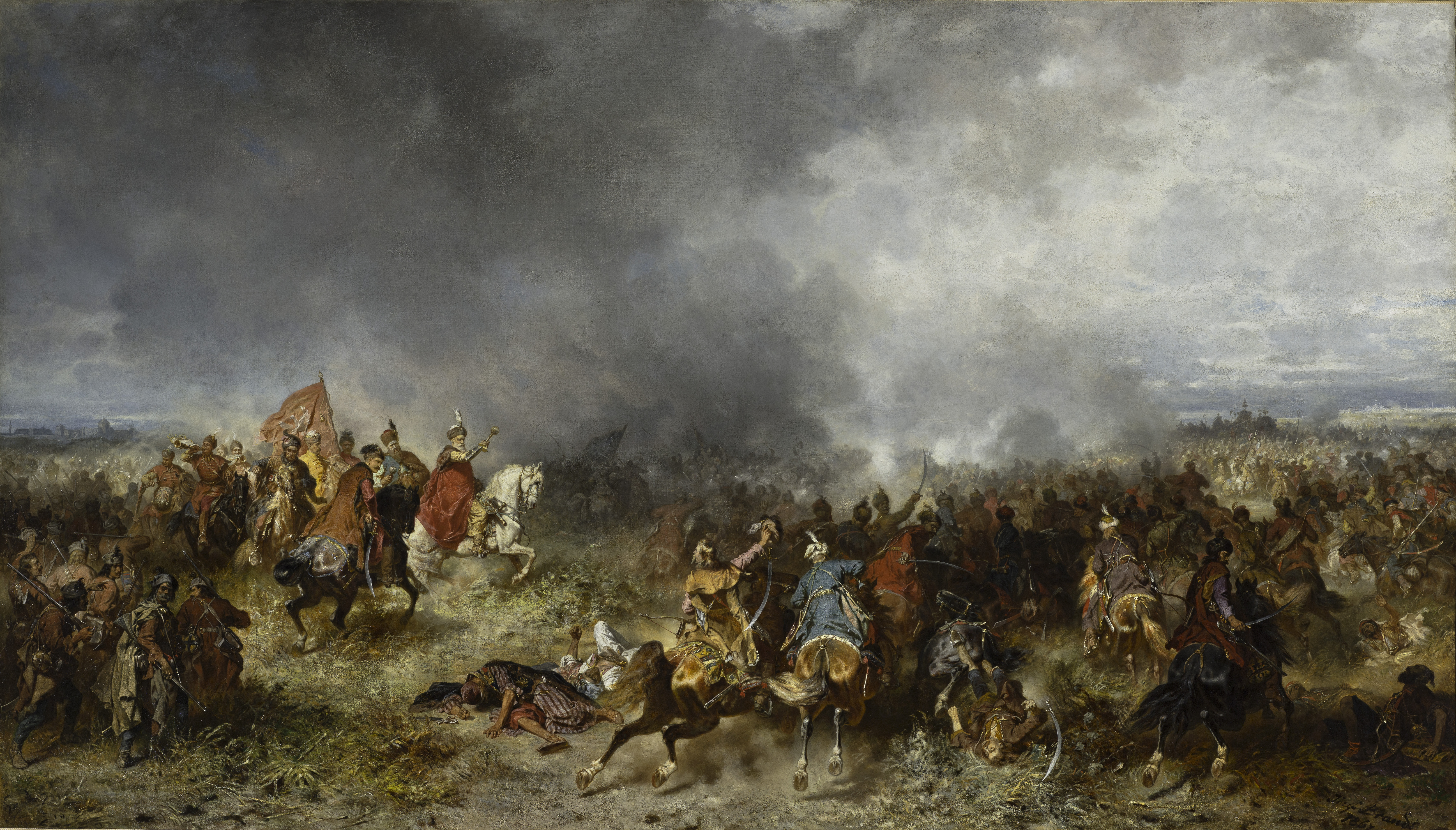
Grand Hetman di Lituania Jan Karol Chodkiewicz alla Battaglia di Hotin (1621).
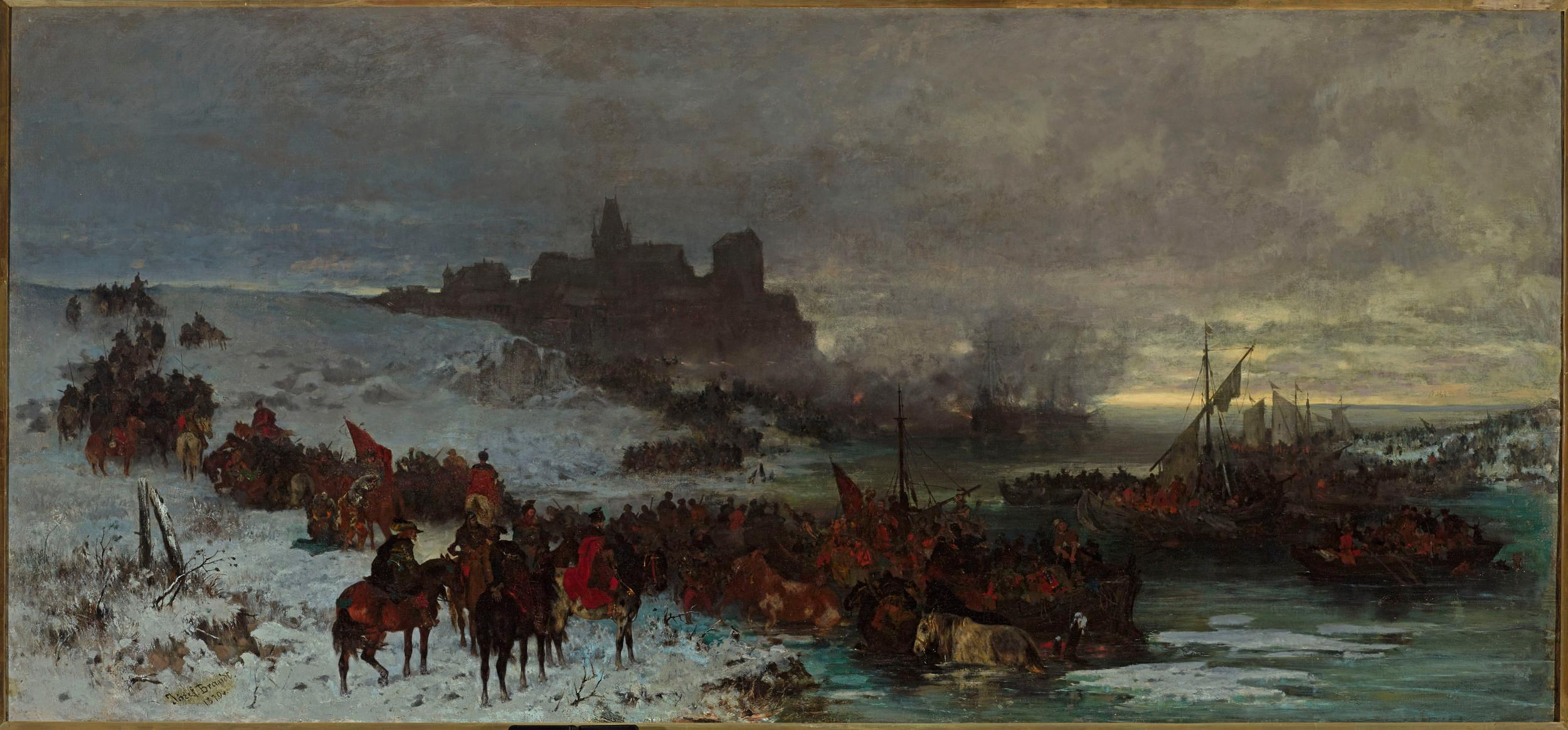
Stefan Czarniecki alla Battaglia di Kolding (1658).
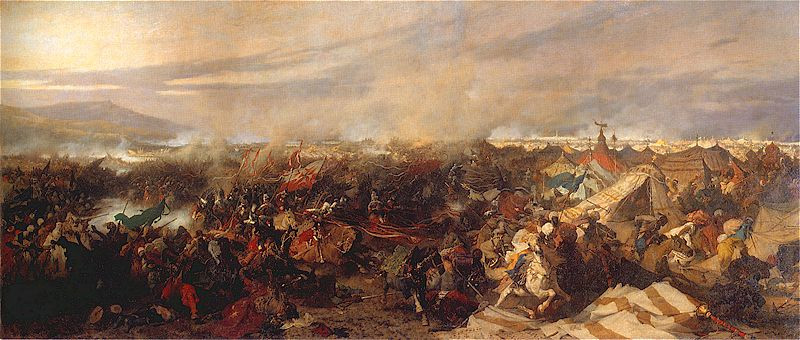
La Battaglia di Vienna.